# De Aker
De Aker is een woonwijk in Amsterdam Nieuw-West, in de Nederlandse provincie Noord-Holland. De wijk ligt in de Middelveldsche Akerpolder, een droogmakerij die in de periode 1876–1896 werd uitgeveend. Tot het einde van de twintigste eeuw werd het gebied vooral gebruikt voor tuinbouw. De wijk dankt haar naam aan deze polder.

## Geschiedenis
De bouw van De Aker begon eind jaren 1980 met de realisatie van het eerste woongebied in de Middelveldsche Akerpolder, vaak aangeduid als de M.A.P. (Middelveldsche Akerpolder). Gedurende de jaren negentig volgde verdere uitbreiding met woonbuurten als de Bergenwijk, Merenwijk, Eilandenwijk en Geldwijk. De wijkontwikkeling maakte deel uit van de stedelijke verdichtingsopgave van Amsterdam en werd gebouwd volgens de principes van de Compacte Stad, een beleidsvisie die zich richtte op intensievere bebouwing binnen bestaande stedelijke grenzen.
De Aker vormt het meest westelijke deel van de aaneengesloten bebouwing van Amsterdam. De wijk grenst aan de Ringvaart van de Haarlemmermeerpolder, die tevens de grens met de gemeente Haarlemmermeer vormt. De wijk werd officieel voltooid in 2004.

## Voorzieningen
In De Aker is net als in Nieuw Sloten veel compacter gebouwd dan in de eerder gebouwde Westelijke Tuinsteden. De wijk kenmerkt zich door een groen en waterrijk karakter, met talrijke sloten, vijvers en plantsoenen, verwijzend naar het polderverleden. 

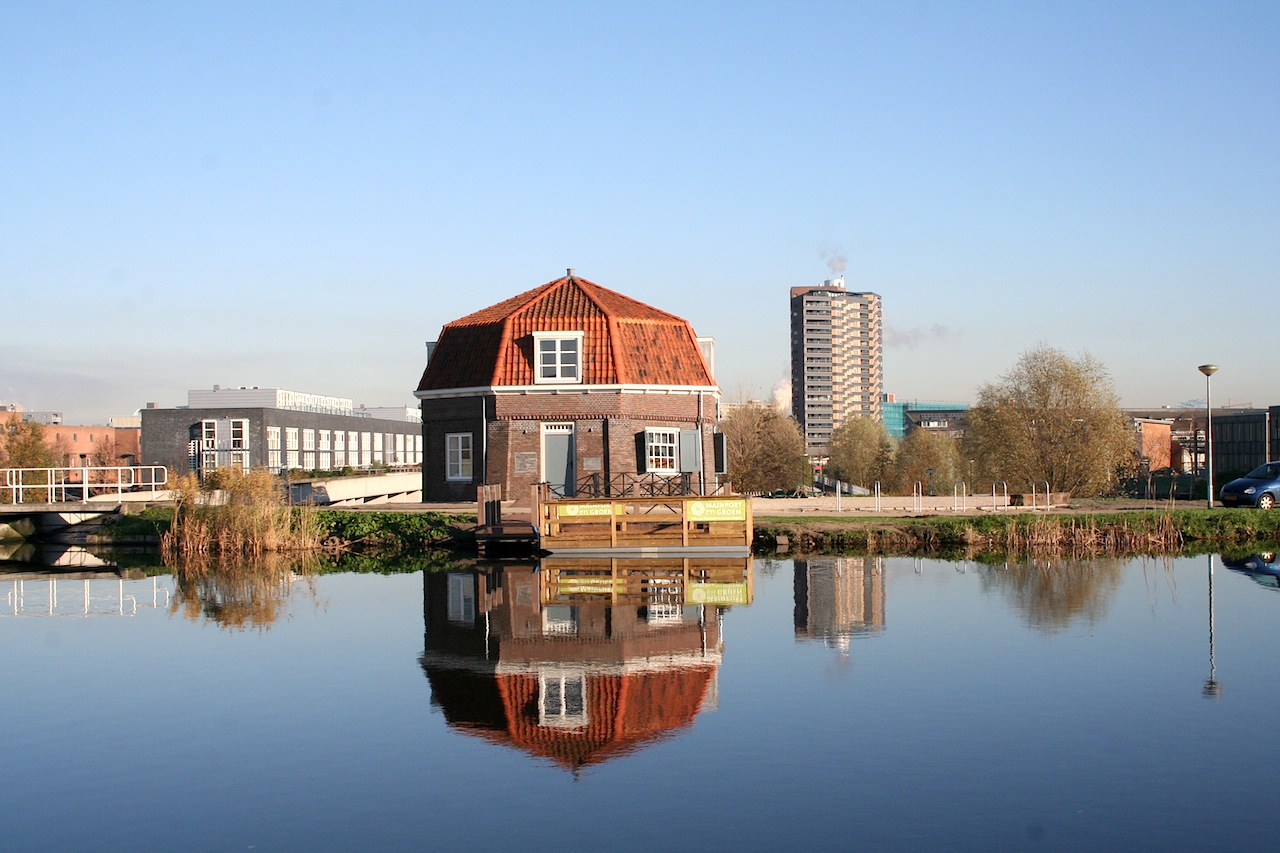
Akermolen met zicht op De Aker

De Aker beschikt over diverse voorzieningen, waaronder:
- Winkelcentrum Dukaat, met supermarkten, winkels en horeca.
- Basisscholen en kinderdagverblijven.
- Sportfaciliteiten zoals sportvelden, fitnesscentra en speeltuinen.
- Gezondheidscentra met huisartsenpraktijken, tandartsen en apotheken.
- Culturele voorzieningen, waaronder de Akermolen, een in 2010 gerestaureerde achtkante binnenkruier uit 1875. De molen dient tegenwoordig als theehuis, cultureel centrum en ontmoetingsplek.
- Tuincentrum.

De wijk heeft verder meerdere parken en wandelroutes die aansluiten op het omliggende landschap, waaronder paden langs de Ringvaart.

## Verkeer en vervoer
De Aker is sinds 2001 aangesloten op het Amsterdamse tramnetwerk via tramlijn 1, die de wijk verbindt met onder meer  Amsterdam Lelylaan, de rand van het centrum van Amsterdam en station Muiderpoort. Het eindpunt van de tramlijn bevindt zich bij de Hekla.
Daarnaast is de wijk goed bereikbaar per bus, met verbindingen richting Badhoevedorp, Schiphol (bus 194) en omliggende stadsdelen (bus 63) . De nabijheid van de snelwegen A4, A9 en A10 maakt De Aker ook per auto goed ontsloten.
Voor fietsers zijn er vrij liggende fietspaden die de wijk verbinden met andere delen van Amsterdam en met de recreatieve fietsroutes rondom de Haarlemmermeerpolder.